# Вылежанин, Сергей Александрович
Сергей Александрович Вылежанин (род. 2 февраля 1971, Новосибирск) — советский и российский футболист, полузащитник, нападающий, тренер.
Воспитанник футбольной школы «Оловокомбинат» (Новосибирск), первый тренер Ю. Н. Чадов.
Бо́льшую часть карьеры провёл в низших лигах первенств СССР и России, выступая за новосибирскую команду «Чкаловец» / «Чкаловец-1936» в 1989—1997, 2000—2001, 2003 годах. Во втором дивизионе выступал также за клубы «Сибиряк» Братск (1998—1999, 2004), «Шахтёр» Прокопьевск (2002); завершил выступления на профессиональном уровне в 2005 году в другой команде под названием «Чкаловец».
С 2006 года работал тренером в любительской/молодёжной команде «Сибири», в 2007—2008 годах играл за неё. В 2014—2016, 2018 годах — главный тренер команды «Сибирь-2». В сезоне 2019/20 — тренер в клубе «Новосибирск», с сезона 2020/21 — главный тренер «Новосибирска-М».